# Llista de catenae de Mimas
En aquest article només es mostra els noms oficials aprovats per la Unió Astronòmica Internacional (UAI).
Aquesta és una llista de catenae amb nom de Mimas

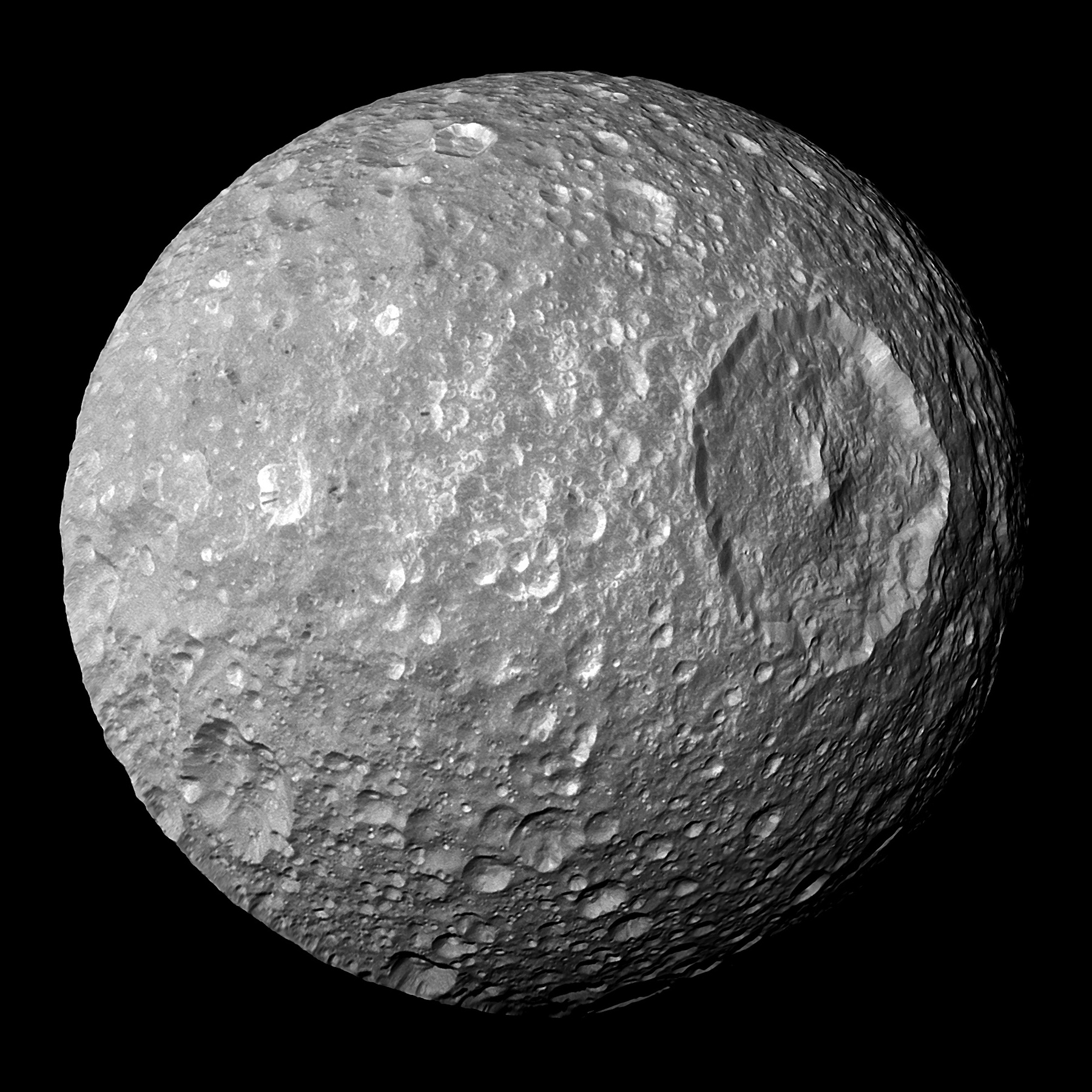
Fotografia de Mimas, presa per la sonda espacial Cassini a 9.500 km de distància, 2010.
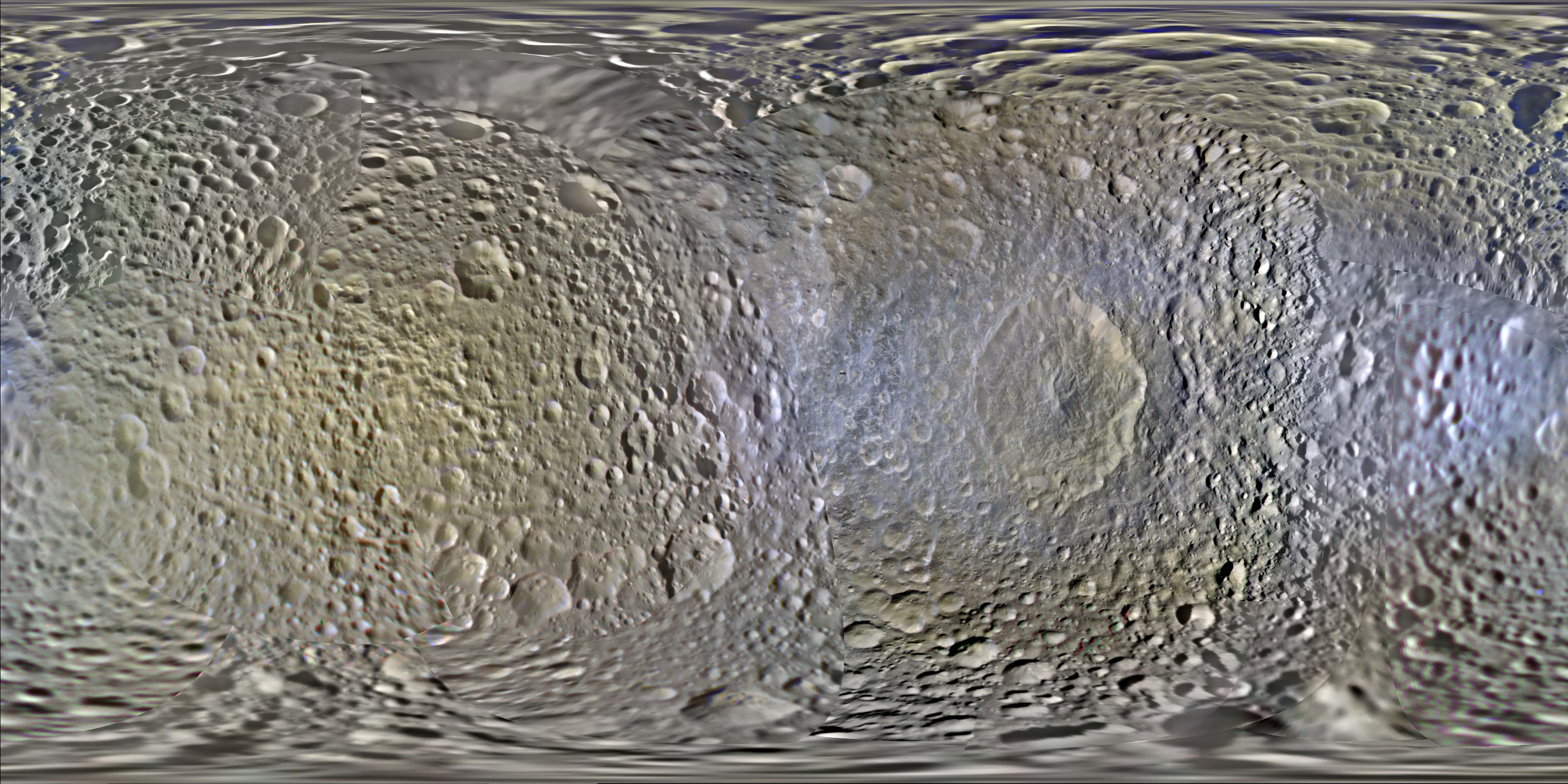
Mapa topogràfic de Mimas.

## Llista
Les catenae de Mimas porten els noms de noms de llocs vinculats a la llegenda del rei Artús.
La latitud i la longitud es donen com a coordenades planetogràfiques amb longitud oest (+ Oest; 0-360).
| Catena          | Coordenades                | Diàmetre (km) | Epònim                                           | Ref.  |
| --------------- | -------------------------- | ------------- | ------------------------------------------------ | ----- |
| Tintagil Catena | 58° S, 235° O / 58°S,235°O | 130,00        | Tintagel - Pàtria d'Igraine, mare del rei Artús. | WGPSN |